# George H. W. Bush
George Herbert Walker Bush (Milton, Massachusetts, 12. lipnja 1924. – 30. studenog 2018.), bio je 41. predsjednik SAD (1989. – 1993.). Prethodno je bio američki veleposlanik u Ujedinjenim narodima (1971. – 1973.) kao i direktor CIA-e.
Njegov sin je George W. Bush, služio je kao 43. predsjednik SAD-a.

## Rani život i sudjelovanje u drugom svjetskom ratu
George Herbert Walker Bush se rodio u gradu Milton u državi Massachusetts kao dijete republikanskog političara Prescotta Busha i Dorothy Walker Bush. Ubrzo nakon njegovog rođenja porodica se preselila u Greenwhich u državi Connecticut. Tamo je mladi Bush završio osnovnu školu, a 1936. godine se upisao u elitni internat Phillips Academy u Andoveru u državi Massachusetts.
Bushove planove da se upiše na koledž prekinuo je Drugi svjetski rat, odnosno japanski napad na Pearl Harbor. Nakon što je diplomirao na Phillipsu, i usprkos toga što je primljen na prestižno Sveučilište Yale godine 1942. se prijavio u Ratnu mornaricu. Nakon desetomjesečnog tečaja je u lipnju 1943. godine s činom potporučnika postao je mornarički pilot. Bush je postao pripadnikom 51. torpedne eskadrile (VT-51) čija je baza bio nosač aviona USS San Jacinto. Brod je potom upućen na pacifičko bojište gdje je Bush sudjelovao u mnogim okršajima, uključujući i veliku bitku u Filipinskom moru.
Nakon bitke je Bush 1. kolovoza 1944. unaprijeđen u čin poručnika. Dana 2. rujna 1944. su četiri torpedna bombardera TBF Avenger dobila zadatak bombardirati japanske instalacije na otoku Iwo Jimi. Bushov je avion prilikom prilaza otoku teško oštetilo protuzrakoplovno topništvo, ali je svejedno nastavio napad i zabilježio nekoliko izravnih pogodaka. Pri povratku se Bushov avion zapalio, te je Bush zajedno s dva člana posade iskočio. Dva člana posade su poginula, a Bush je na gumenom čamcu nekoliko sati plutao dok ga nije uspjela spasiti podmornica USS Finback. Bush je na podmornici ostao nekoliko dana, pomažući posadi da spasi druge pilote.
Bush se u studenom vratio na San Jacinto te nastavio sudjelovati u borbama. Kada se ispostavilo da iza sebe ima 58 borbenih misija, Busha je mornarica premjestila u pomorsku bazu Norfolk gdje je dobio zadatak instruktora za nove pilote.
Dana 6. lipnja 1945. Bush se oženio za svoju dugogodišnju djevojku Barbaru Pierce. S njom će imati šestoro djece: sina Georgea Walkera Busha (1946. - ), kći Pauline Robinson Bush (1949. – 1953.), sina Johna Ellisa "Jeba" Busha (1953. - ), sina Marvina Piercea (1956. - ) i kći Dorothy Bush Koch (1959. - ).
Kada je rat završio, Bush je u časno otpušten iz mornarice u rujnu 1945. godine. Tada je došao na Yale, gdje je sljedeće dvije i pol godine studirao ekonomiju. Prilikom studija se istakao igrajući bejzbol, kao i članstvom u tajnom udruženju Skull & Bones.
Nakon što je diplomirao ekonomiju 1948. godine, Bush se iz Connecticuta uputio u Zapadni Teksas gdje se počeo baviti eksploatacijom nafte. Prvi posao je bio službenik prodaje u tvrtki Dresser Industries, gdje mu je otac služio u nadzornom odboru. Godine 1951. je osnovao tvrtku Bush-Overby Oil Development, a potom i njenu filijalu Zapata Petroleum Corporation. Godine 1954. Bush, koji se među prvima zalagao za eksploataciju pomoću naftnih platformi, postao je predsjednikom tvrtke. Na mjestu predsjednika tvrtke je ostao do 1966. godine, kada ga je napustio kako bi se počeo baviti politikom.

## Rana politička karijera
Kada je došao u Teksas, Bush je, kao i njegov otac, bio član Republikanske stranke. Međutim, Teksas je tada, kao južnjačka država, bio pod dominacijom Demokratske stranke i pokušaji političkog angažmana nisu imali velikih izgleda. Kada je krajem 1950-ih i početkom 1960-ih pokret za građanska prava počeo dijeliti demokrate na liberalnu i konzervativnu frakciju, Bush je bio među republikancima koji su se nadali kako će konzervativne demokrate privući u Republikansku stranku.
Godine 1964. se Bush kao republikanski kandidat natjecao za Senat, ali je izgubio od popularnog senatora Ralpha Yarborougha koji je mladog Busha opisao kao desničarskog ekstremista. Dvije godine kasnije je Bush uspio na izborima za Predstavnički dom, te tako postao prvi republikanski kongresnik koji je zastupao Houston. Kao kongresnik, Bush je zastupao konzervativnu politiku i Vijetnamski rat, ali se sa svojom strankom razišao po pitanju kontrole rađanja.
Godine 1970. predsjednik Richard Nixon je Busha nagovorio da odustane od mjesta u Kongresu i još jednom pokuša poraziti Yarborougha na izborima za Senat. Yarborougha je, međutim, na preliminarnim izborima porazio umjereni Lloyd Bentsen, za koga se na kraju opredijelila i većina birača.
Nixon je, impresioniran Bushovom vjernošću i žrtvom, Busha prvo 1971. godine imenovao na mjesto američkog veleposlanika u UN, gdje je Bush ostao do 1973. godine. Tada je imenovan predsjednikom Republikanskog nacionalnog odbora, te je stranku vodio u jeku afere Watergate. Iako odan Bushu, formalno ga je pozvao da u interesu stranke podnese ostavku, što je Nixon i učinio 1974. godine.
Novi predsjednik Gerald Ford odmah je Busha imenovao načelnikom američkog Ureda za vezu u NR Kini. Na tom je mjestu Bush proveo dvije godine, radeći kao de facto američki veleposlanik, s obzirom na to da su SAD još uvijek službeno kao kinesku državu priznavale Tajvan. Godine 1976., imenovan je za direktora CIA-e, a njegov mandat je koincidirao s nizom skandala vezanih uz otkrivanje protuzakonitih i kontroverznih aktivnosti te agencije u prethodnim desetljećima. Smatra se da je Bush doprinio da se agencija postavi na noge u trenutku kada je bila potpuno demoralizirana i sramoćena u javnosti.

## Predsjednički mandat
Bio je 41. predsjednik SAD u jednom mandatu od 20. siječnja 1989. do 20. siječnja 1993. Početkom mandata, došlo je do pada Berlinskog zida i sloma SSSR-a. Trudio se smanjiti deficit američkog proračuna pa je morao uvesti nove poreze. Potpisao je zakon protiv diskriminacije invalidnih osoba. Upamćen je po vojnoj akciji Pustinjska oluja u Perzijskom zaljevu. Taj je rat Bushu donio golemu popularnost, pogotovo u očima onih Amerikanaca koji su se još sjećali poraza u Vijetnamskom ratu. Zapovijedio je i vojnu akciju u Panami a u zadnjem tjednu predsjednčkog mandata i u Somaliji. Izgubio je u izborima za predsjednika 1992. godine od Billa Clintona.
Razlozi za Bushev poraz su višestruki. U prvom planu to su bili gospodarski problemi u kojima se on pokazao neodlučnim i nedoraslim. Gospodarski problemi bili su, prije svega, vezani za trogodišnju gospodarsku despresiju, negativnu stopu rasta u dva uzastopna kvartala 1990. – 1991. te nesigurnim oporavkom u sljedeće dvije godine. Prosječan rast BDP bio je svega 1% godišnje, gore nego za Trumana (2%) ili Reagana (2.7%). Kako bi zaustavio povećanje federalnog duga, Bush je odustao od predizbornog obećanja iz 1988. kako ne će povećavati poreze., no ni to nije uspjelo spriječiti povećanje duga na 3800 milijardi dolara potkraj 1992. kao ni prekoračenje proračunskog deficita od 340 milijardi dolara.
Još jedan ozbiljan problem američkog društva koji je predstavljao ozbiljne problem su bili međuetnički odnosi u SAD-u. Od početka 1950-tih, rasna integracija je napredovala te su prava američkih crnaca uvelike bila priznata. Međutim, 12 godina Reaganove i Busheve vlasti dovelo je smanjenja zakonskih mjera koje su štitile ta prava i povećala jaz između crnačkog i bjelačkog stanovništva. Svi ti razlozi doveli su Busha do poraza 1992.